# Sauve (Gard)
Sauve è un comune francese di 1 922 abitanti situato nel dipartimento del Gard, nella regione dell'Occitania.
È qui che nacque il biblista Jean Astruc.

## Società

### Evoluzione demografica
Abitanti censiti